# Ironman Italie
L'Ironman Italie est une compétition de triathlon longue distance créée en 2017 et qui se tient annuellement au mois de septembre à Cervia en Italie. Qualificatif pour le championnat du monde d'Ironman.

## Histoire
| \| Cervia · Depuis 2017 \| Localisation de l'épreuve depuis 2017 |
| Cervia · Depuis 2017                                             |

## Palmarès
| Année | Médaille d'or | Temps | Médaille d'argent | Temps | Médaille de bronze | Temps |
| ----- | ------------- | ----- | ----------------- | ----- | ------------------ | ----- |

| Année | Médaille d'or | Temps | Médaille d'argent | Temps | Médaille de bronze | Temps |
| ----- | ------------- | ----- | ----------------- | ----- | ------------------ | ----- |